# Мартин Методиев
Мартин Методиев Методиев е български актьор, най-известен с ролите си на Румбата в „Румбата, аз и Роналдо“, Мони в „Петя на моята Петя“ и Жоро в All Inclusive.

## Биография
Роден е на 10 октомври 2003 г. в град София. В ранна възраст посещава театралната студия „Игра“ с ръководител Петър Върбанов.
През 2022 г. завършва Националната търговско-банкова гимназия, а след това през септември е приет в НАТФИЗ „Кръстю Сарафов“ със специалност „Актьорско майсторство за драматичен театър“ при проф. Здравко Митков.

### Актьорска кариера
Методиев дебютира в сериала „Румбата, аз и Роналдо“ на режисьора Александър Косев в ролята си на Румбата, а след това играе в игралния филм „Петя на моята Петя“ с ролята си на Мони.

## Филмография
- „Румбата, аз и Роналдо“ (2020) – Румбата
- „Отдел Издирване“ (2021) – Тийнейджър
- „Петя на моята Петя“ (2022) – Мони
- "Мен не ме мислете" (2022)
- „Войната на буквите“ (2023) – Ирна
- All Inclusive (2023) – Жоро
- "Много мой човек" (2023)

## Роли в дублажа
- „DC Лигата на супер-любимците“ – Масовка, 2022
- „Аватар“ – Други гласове, 2022
- „Ела, изпей! 2“ – Масовка, 2022
- „Котаракът в чизми 2“ – Баща на момче, 2022
- „Мей Червената панда“ – Други гласове, 2022

## Гостувания в телевизионни предавания
1. 15 януари 2022 г. – COOLt, bTV[2]
2. 19 януари 2022 г. – „Шоуто на сценаристите“ (с Александра Костова), 7/8 ТВ[3]
3. 20 януари 2022 г. – „Преди обед“ (с Александра Костова, Мартин Методиев и Ясен Атанасов)[4]
4. 9 февруари 2022 г. – „Като на кино“, bTV Cinema[5]